# Mirni (Gulkévichi, Krasnodar)
Mirni (del ruso: Мирный) es un posiólok del raión de Gulkévichi del krai de Krasnodar, en el sur de Rusia. Está situado en la orilla izquierda del río Kubán, 30 km al oeste de Gulkévichi y 110 km al este de Krasnodar, la capital del krai. Tenía 502 habitantes en 2010.
Pertenece al municipio Kubán.